# Hugh Selwyn Mauberley
Hugh Selwyn Mauberley är en långdikt från 1920 av den amerikanske författaren Ezra Pound. Den handlar om en kämpande poet som beskrivs som misslyckad men också försvaras i dikten. Verket är uppbyggt av 18 kortare dikter i två sektioner. Det är präglat av satir och ironi med ett avbrott i mitten som är lyriskt allvarligt.
Verket hade sin upprinnelse i att Pound och hans vän T.S. Eliot var överens om att den fria versen hade dragits för långt under 1910-talet och blivit ointressant. De båda valde att hämta inspiration från den franske diktaren Théophile Gautiers rimmade vers; hos Eliot gav det upphov till diktsamlingen Poems från 1920 och hos Pound Hugh Selwyn Mauberley. Liksom Eliot förnekade att huvudpersonen i hans dikt "J. Alfred Prufrocks kärlekssång" var han själv förnekade också Pound att han skulle vara Mauberley, men figuren delar i allt väsentligt Pounds världsåskådning.
Dikten markerade en vändpunkt i Pounds författarskap både vad gällde uttryckssätt och miljö; han själv beskrev den som ett "farväl till London", och samma år som den färdigställdes flyttade han från England till Paris. Hugh Selwyn Mauberley befäste Pounds ställning som en ledande modernistisk författare, delvis genom att kritikern F.R. Leavis hyllade den som ett mästerverk i sin bok New Bearings in English Poetry från 1932. I dikten förekommer för första gången i Pounds författarskap ordet "usury" ("ocker"), vilket senare skulle bli huvudtemat i Pounds mest omfattande verk, The Cantos. Dikten var Pounds sista större verk innan han kom att ägna resten av sitt diktförfattande åt The Cantos. Leavis fortsatte att betrakta Hugh Selwyn Mauberley som Pounds bästa verk även efter att The Cantos hade givits ut. En tolkning till svenska av Bengt Höglund gavs ut 1962.
Timothy Findley använde diktens titelfigur som huvudperson i sin roman Skriften på väggen från 1981. Mauberley är i Findleys version inblandad i en komplott för att skapa en antikommunistisk superstat.